# 329 av. J.-C.
Cette page concerne l'année 329 av. J.-C. du calendrier julien proleptique.

## Événements
- Mars : les armées d’Alexandre le Grand marchent à travers le Gandhâra[1]. Fondation d’Alexandrie du Caucase (Charikar ou Begrâm)[2].
- Avril-mai : Alexandre traverse le Parapamisus (Hindou Kouch)[1]. Le perse Artabaze est nommé satrape de Bactriane[3].
- Juin : Alexandre avance jusqu'à l'Oxus (Amou-Daria) ; il démobilise des vétérans et des volontaires Thessaliens et fonde Alexandrie de l’Oxus. Bessos, l'assassin de Darius III, est capturé et Maracanda (Samarcande) est prise sans combats[1].
- 6 juillet (1er juillet du calendrier romain) : début à Rome du consulat de Lucius Aemilius Mamercinus Privernas (II) et Caius Plautius Decianus. Prise de Privernum ; Vitruvius Vaccus est fait prisonnier et exécuté, mais les citoyens de Privernum reçoivent la citoyenneté romaine. Une colonie romaine est envoyée à Anxur[4].
  - Aménagement du Circus Maximus à Rome[5].
- Été :
  - Alexandre passe l'Iaxarte (Syr-Daria) pour combattre les Scythes, qui sont vaincus[6]. Fondation d’Alexandrie Eskhate (Khodjent)[2].
  - Spitaménès et Oxyartès, qui ont livré à Alexandre Bessus, prennent la tête de la résistance en Bactriane et en Sogdiane. À la fin de l'année, Spitaménès assiège Maracanda (Samarcande) tandis qu'Alexandre lutte plus au nord contre les Scythes[7].
- Hiver 329-328 av. J.-C. : Alexandre hiverne à Zariaspa en Bactriane. Il y reçoit des renforts de Syrie[8].